# Alfred Larsen

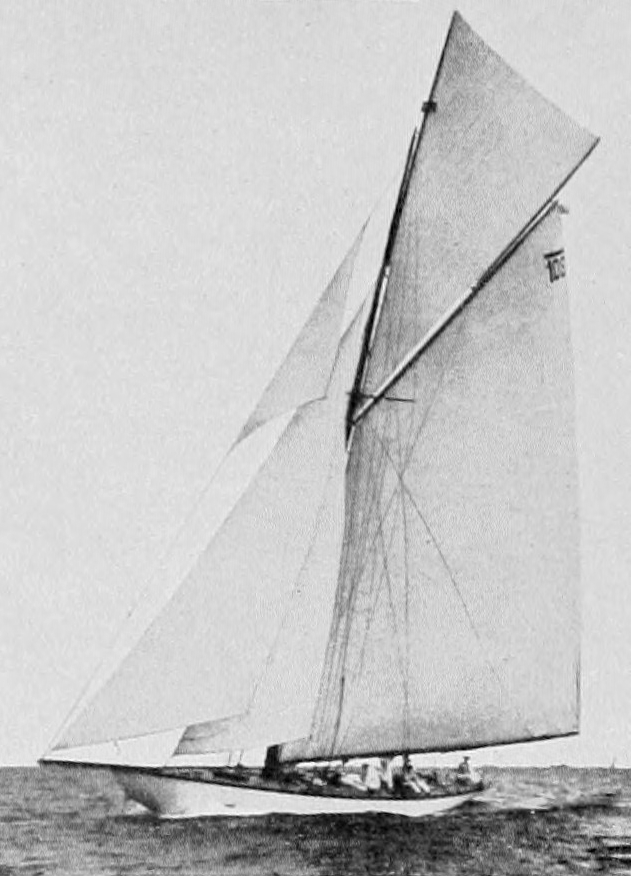
Jacht Magda IX

Alfred Waldemar Garmann Larsen (ur. 24 listopada 1863 w Christianii, zm. 10 września 1950 w Oslo) – norweski biznesmen, filantrop i żeglarz, olimpijczyk, zdobywca złotego medalu w regatach na Letnich Igrzyskach Olimpijskich w 1912 roku w Sztokholmie.
Na Letnich Igrzyskach Olimpijskich 1912 zdobył złoto w żeglarskiej klasie 12 metrów. Załogę jachtu Magda IX tworzyli również Nils Bertelsen, Carl Thaulow, Halfdan Hansen, Arnfinn Heje, Petter Larsen, Christian Staib, Eilert Falch-Lund, Johan Anker i Magnus Konow.
Biznesmen, członek organizacji handlowych i społecznych, filantrop, przewodniczący Kongelig Norsk Seilforening. Kawaler Orderu Świętego Olafa.
Ojciec Pettera Larsena.